# Artère tympanique supérieure
Pour les articles homonymes, voir Artère tympanique.
L'artère tympanique supérieure est une petite artère systémique de la tête. Elle vascularise le muscle tenseur du tympan et la muqueuse du canal musculo-tubaire.

## Origine
L'artère tympanique supérieure est une branche de l'artère méningée moyenne. 

## Trajet
L'artère tympanique supérieure passe dans le canal du muscle tenseur du tympan pour vasculariser ce dernier et la muqueuse du canal.
Elle peut s'anastomoser avec les autres artères tympaniques.